# Wie man leben soll (Film)
Wie man leben soll ist ein Film des österreichischen Regisseurs David Schalko.

## Handlung
In den 1990ern versucht der übergewichtige Karl „Charly“ Kolostrum nach der Matura seinen Weg bezüglich beruflicher und sexueller Positionierung zu finden. Tante Ernestine ist eine wichtige Bezugsperson in seinem Leben, die ihn unterstützt. Beziehungen scheitern, Freundschaften werden geschlossen, die Zeit vergeht.
In Einblendungen wird die vierte Wand immer wieder für Zitate aus diversen Lebensberatungsbüchern durchbrochen oder um alternative Handlungsstränge, die der Phantasie Charlys entspringen, anzudeuten. Als er während seines Studiums der Kunstgeschichte in Geldnot gerät, versucht er sich als Callboy ein Zusatzeinkommen zu sichern. Anschließend bewährt er sich in einer Drückerkolonne in Deutschland und als Taxifahrer. Charly zieht in eine Wohngemeinschaft.
Episodenhaft wird Charlys vermeintliche Mitschuld an drei Todesfällen thematisiert. Als 30-Jähriger wird er nach der Ermordung seines Arbeitgebers durch einen Arbeitskollegen im Fernsehen interviewt. Nachdem er währenddessen ein Lied intoniert, wird er zum Schlagerstar aufgebaut. Dieses Einkommen ermöglicht ihm den Aufbau eines eigenen kleinen Taxiunternehmens.

## Produktion
Der Film wurde im Frühjahr 2010 gedreht und kam am 7. Oktober 2011 in die Kinos. Als Vorlage zum Film diente der 2004 erschienene gleichnamige Roman von Thomas Glavinic. Die Produktion übernahm das Unternehmen Dor Film unter der Beteiligung des Österreichischen Rundfunks, der Verleih läuft bei Filmladen. Den Soundtrack zum Film steuern u. a. Florian Horwath und Cosmix Music mit ihren Songs „Schnitzi, Schnitzi“ oder „Taxi Blues“ bei. Hauptdarsteller Axel Ranisch wurde wegen seines Berliner Dialekts von dem Wiener Schauspieler Thomas Mraz synchronisiert.

## Kritik
Dominik Kamalzadeh von Der Standard kritisiert: „Ein leidlich komischer Nummernparcours durch die Niedrigkeiten des Studentendaseins.“
Der Filmdienst resümiert: „Turbulente Adaption eines satirischen Romans mit vielen, teilweise auch schwarzhumorigen Pointen und einer clipartigen Montage. Einige köstliche Einfälle und eine Parade vor allem österreichischer Starschauspieler heben das Niveau einer Nummernrevue, die allerdings oft ins Leere läuft.“